# Merci Bernard
Pour les articles homonymes, voir Bernard.
Merci Bernard est une émission de télévision d'humour diffusée sur FR3 entre le 4 avril 1982 et le 21 octobre 1984. Elle est réalisée par Jean-Michel Ribes dans un format de 26 minutes, et est l'inspiratrice de Palace — qui sera la deuxième aventure télévisuelle de la même équipe d'auteurs. Merci Bernard est un pot-pourri de sketchs regroupés en rubriques, évoluant dans un univers kitch et décalé, satire de la télévision et de la société : reportages, nouvelles brèves, télé-achats, documentaires ou petites fictions présentent des situations absurdes qui font « carrément hurler, hoqueter, pleurer de rire », écrivent à l'époque les journalistes du Nouvel Observateur.
L'émission est tout d'abord diffusée le dimanche à 20 h. Par la suite, elle est rediffusée régulièrement sur Canal Jimmy et Paris Première. Par ailleurs, une sélection d'épisodes est désormais disponible sur Madelen, la plateforme de vidéo à la demande par abonnement de l'INA.

## L'équipe

### Scénaristes
Le tandem Jean-Michel Ribes et Roland Topor dirige les scénaristes suivants :
- Gébé
- José Lopez
- Robert le Haineux
- Jean Bouchaud
- François Cavanna
- François Rollin
- Farid Chopel
- Pierre Desproges
- Jackie Wildau
- Jean-Marie Gourio

### Comédiens
À chaque épisode, on retrouve la même équipe d'acteurs et d'actrices :
- Éva Darlan
- Philippe Khorsand
- Ronny Coutteure
- Tonie Marshall
- Claude Piéplu

Très souvent rejoints par :
- Jacques Villeret
- Roland Giraud
- Daniel Prévost
- François Rollin
- Pierre Desproges
- Marie-Pierre Casey

### Musique
La musique est composée et interprétée par le Procédé Guimard Delaunay.

### Décors
Le chef décorateur est Michel Decaix (1934-1987), peintre et homme de théâtre, fondateur de la troupe de théâtre « Les coquillards » de Trappes, dans les Yvelines.

### Invités
L'émission accueille divers invités, parmi lesquels :
- Pierre Aknine
- Christian Clavier
- Anémone
- Michel Blanc
- Professeur Choron
- Gérard Darmon
- Cheik Doukouré
- Andréa Ferréol
- Denys Granier-Deferre
- Gérard Jugnot
- Bernadette Lafont
- Pauline Lafont
- Patrice Leconte
- Michael Lonsdale
- Frédéric Mitterrand
- Luis Rego
- Tchouk Tchouk Nougah
- Roland Topor
- Claude Villers

## Rubriques
Dans chaque épisode se succèdent de nombreuses rubriques, parmi lesquelles, on retrouve :
- Notre époque Ina.fr : reportages ou fictions au sujet de la société actuelle, tournée en dérision jusqu'à l'absurde.
- Communiqué Ina.fr : publicité ou message surréaliste directement adressé aux téléspectateurs.
- Connaissez vos droits Ina.fr : Claude Piéplu explique aux téléspectateurs comment se sortir de situations totalement improbables, en s'appuyant sur des lois étranges.
- Les Nouvelles brèves Ina.fr : des dépêches très surprenantes tombent sans cesse, et toutes sortes de sauces ou tartes à la crème se déversent à l'improviste sur Ronny Coutteure, en train de présenter la météo.
- Le Cadeau de la semaine Ina.fr : Éva Darlan et Philippe Khorsand, présentateurs guindés, offrent des cadeaux abracadabrants aux téléspectateurs (une radiographie à distance, trois heures de temps libre, un rêve érotique, etc.)
- Les Trucs de tante Aline Ina.fr : Tonie Marshall résout les problèmes de ses admiratrices avec des moyens dégoûtants.

## Titre
Le titre provient de la coupe du monde de football de 1978 pendant laquelle Michel Drucker devait « meubler », alors que l'équipe de France se faisait attendre pour une histoire de maillot non conforme : lors de cette attente, l'animateur ne cessait de remercier Bernard Père, l'envoyé spécial en duplex depuis l'Argentine.